# Prisión Estatal de Folsom

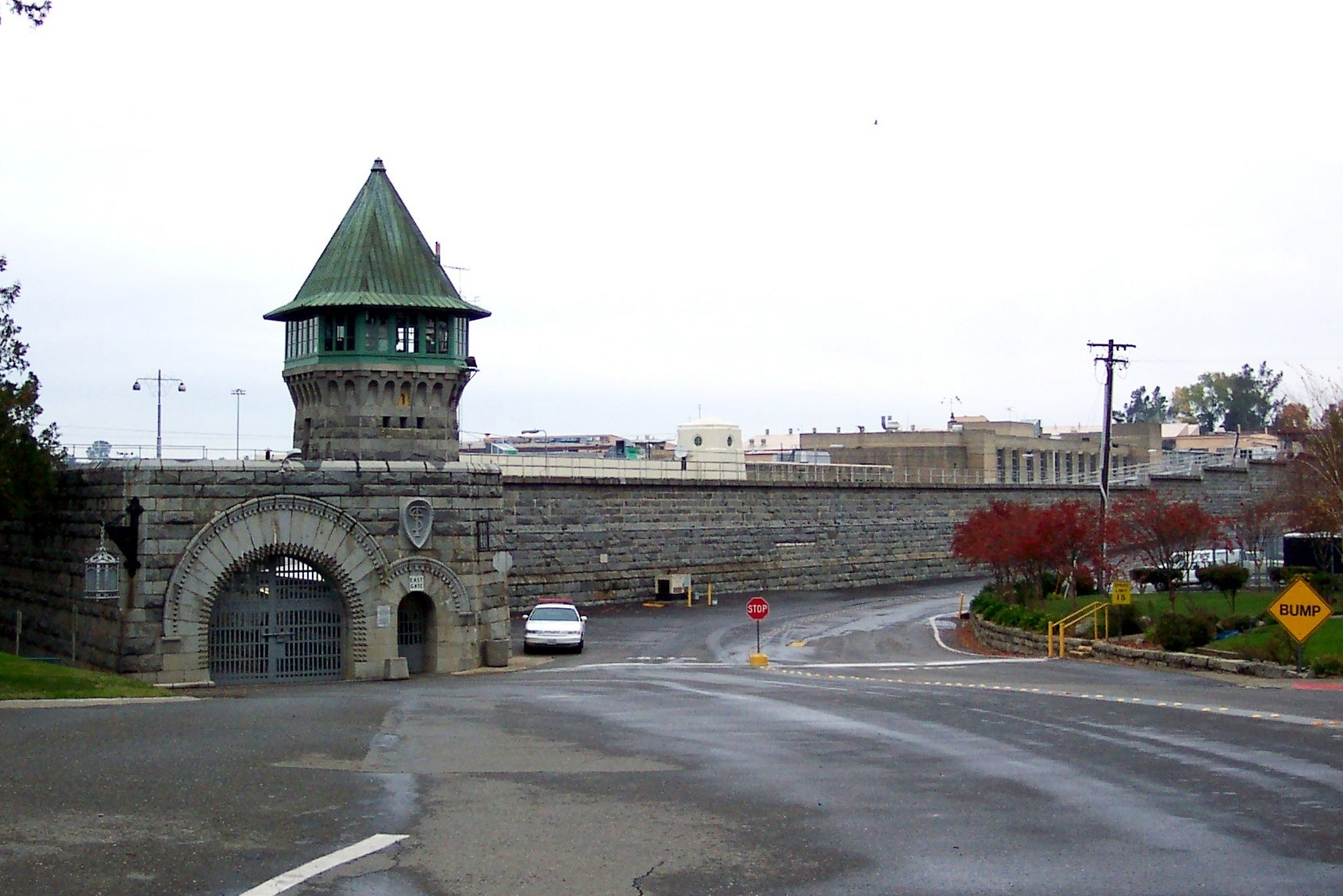
Prisión Estatal de Folsom.

La Prisión Estatal de Folsom (Folsom State Prison) es una prisión en Folsom (California). Como parte del Departamento de Correcciones y Rehabilitación de California (CDCR por sus siglas en inglés), es la segunda más antigua prisión estatal en California. La prisión, que se abrió oficialmente en 1880, fue una de las primeras prisiones de máxima seguridad de los Estados Unidos.
En enero de 2013 se abrió una sección solamente para mujeres, la Prisión Estatal para Mujeres de Folsom (Folsom Women’s Facility o FWF).
La prisión ganó notoriedad en 1968 gracias a los dos conciertos que el músico Johnny Cash realizó en ella. Estos fueron grabados y publicados como un álbum en vivo titulado At Folsom Prison. La canción que abre el álbum, "Folsom Prison Blues", fue escrita y grabada por Cash más de una década antes.
En 1979 se realizó el film The Jericho Mile (La milla de Jericó) interpretada por el actor Peter Strauss, dicho rodaje fue rodado entre la población de la prisión.
Música de Jimmie Haskell
En 2019 para celebrar el 50 aniversario del concierto de Cash, la banda norteña de Sinaloa, México, Los Tigres del Norte, actuaron para los reclusos masculinos y femeninos. Las actuaciones fueron filmadas como parte de un especial de Netflix titulado, Los Tigres del Norte at Folsom Prison que se estrenó en septiembre de 2019.[cita requerida]